# فردیناند نویلینگ
فردیناند نویلینگ (زاده ۲۲ اوت ۱۸۸۵ – درگذشته ۲۰ فوریه ۱۹۶۰) یکی از ژنرال‌های هیر (نیروی زمینی ورماخت) در طول جنگ جهانی دوم بود. در سپتامبر ۱۹۳۹، نیروهای آلمانی تحت فرمان او حین اشغال بخش لهستانی سیلزیای علیا و شهرهای کاتوویتس، میکولف و کوژوف، مرتکب جنایات جنگی متعددی علیه شهروندان لهستانی و نیروهای مقاومت شدند.

## زندگی‌نامه
در سال ۱۹۰۵ او به عنوان پرچم‌دار در هنگ ۱۳۹ پیاده‌نظام به ارتش قیصر امپراتوری آلمان پیوست و یک سال بعد به درجه ستوانی رسید. او در جنگ جهانی اول حاضر بود و به دلیل خدمات خود نشان صلیب آهنین درجه ۱ و ۲ را دریافت نمود. پس از سال ۱۹۱۸ و پایان جنگ، او به خدمت در رایشسور در جمهوری وایمار آلمان ادامه داد. در سال ۱۹۲۹ به درجه سرگردی و در سال ۱۹۳۳ به درجه سرهنگی ارتقا یافت و در همان سال فرماندهی هنگ ۲۳ پیاده‌نظام را بر عهده گرفت.
در ۱ ژانویه ۱۹۳۹ او به درجه سرلشکری دست یافت و سه ماه بعد فرماندهی لندوییر (گردانی که وظیفه آن محافظت و نگهبانی بود) در اوپلن را به عهده گرفت. در آستانه جنگ جهانی دوم به او دستور داده شد که لشکر ۲۳۹ پیاده‌نظام را با سربازان لندوییر ایجاد کند اما از آنجایی که توان جنگی این لشکر بسیار پایین ارزیابی شد، قرار شد از این واحد به عنوان نیروی ذخیره استفاده شود.
در ۲ سپتامبر ۱۹۳۹، لشکر او از مرز آلمان و لهستان در گیراوتوویتسه عبور کرد. نیروهای تحت فرمان او به سمت اورنونتوویتسه و سپس میکولف حرکت کردند و در ۳ سپتامبر، به دنبال عقب‌نشینی ارتش لهستان از سیلزیای علیا، نویلینگ وارد میکولف شد. یک روز بعد، او کاتوویتس را تصرف کرد و از سوی آلمانی‌های محلی به گرمی استقبال شد. سه روز بعد، سربازان او کنیسه کاتوویتس را سوزاندند.
لشکر نویلینگ پس از تصرف سیلزیای علیا به سمت شرق حرکت کرد. در اکتبر ۱۹۳۹ آن‌ها از مرز آلمان و شوروی در رودخانه بوگ که پس از سقوط لهستان ایجاد شده بود، محافظت کردند.
در سال ۱۹۴۰ مردان نویلینگ در حمله به فرانسه شرکت کردند و به خط ماژینو حمله کردند و به دنبال آن کلمار و استراسبورگ را تصرف کردند. پس از آن، او به ذخیره ارتش منتقل شد. از سال ۱۹۴۲ او فرماندهی سپاه ذخیره شصت و یکم ورماخت در فرانسه را بر عهده گرفت. در ۱۸ اوت ۱۹۴۴، سپاه او توسط واحدهای پیشرو ارتش ایالات متحده درهم شکست. نویلینگ اسیر شد و به اردوگاه اسرا در کلینتون، می‌سی‌سی‌پی منتقل شد.
او در سال ۱۹۴۷ به آلمان بازگشت و در سال ۱۹۶۰ در هیلدسهایم درگذشت. او در رابطه با جنایات مرتکب شده در طول جنگ هرگز با اتهامی مواجه نشد.

## جوایز
- صلیب آهنین (۱۹۱۴)
  - درجه ۲
  - درجه ۱
- صلیب شوالیه نشان نظامی هنری مقدس
- صلیب افتخاری جنگ جهانی ۱۹۱۴/۱۹۱۸
- صلیب آهنین (۱۹۳۹)
  - درجه ۲
  - درجه ۱
- صلیب آلمانی طلایی (۱۹ دسامبر ۱۹۴۱)
- صلیب شوالیه صلیب آهنین در ۲۸ فوریه ۱۹۴۲ به عنوان سپهبد و فرمانده لشکر ۲۳۹ پیاده‌نظام[۱]